# Anderssontjärnen
Anderssontjärnen är en sjö i Piteå kommun i Norrbotten och ingår i Åbyälvens huvudavrinningsområde. Anderssontjärnen ligger i Åbyälven Natura 2000-område.